# 食い逃げ解散
食い逃げ解散（くいにげかいさん）とは、日本における1937年3月31日の衆議院解散の通称である。

## 経緯
林銑十郎内閣は、昭和12年度予算が可決されたのを見て、政党のあり方が政府に対して翼賛的ではないとし、議会刷新の必要性に鑑み、衆議院を解散した。しかし、政党や国民は予算成立という「ご馳走」を食べ終わるなり解散をしたということで、「食い逃げ解散」と非難した。4月30日に行われた第20回衆議院議員総選挙の投票結果は、与党的立場をとる昭和会・国民同盟などは合わせても40議席程度で、野党の政友会・民政党が優位に立った。
しかし、総選挙後も林内閣は政権居座りを図ろうとしたため、民政党・政友会、加えて社会大衆党は、一斉に林内閣に対して退陣を要求した。林銑十郎首相は退陣要求に対して強気の姿勢を崩さず、5月15日の地方長官会議（知事会議に相当）の席上、政権維持を言明し、再度の衆議院解散をちらつかせた。政党側も一層態度を硬化させ、倒閣運動は激化する。与党・昭和会の望月圭介は林に対して善処を要求し、林も窮した。5月31日、林内閣は総辞職した。

## 理由ナキ解散
解散直後、衆議院副議長の経験がある小泉又次郎は「責任を政党に転嫁しようとしている」という理由から「理由ナキ解散」として、7分間にわたり林を批判した。
この68年後の2005年、又次郎の孫である小泉純一郎が郵政民営化法案の否決を理由に衆議院を解散したとき（郵政解散）、この演説がマスコミなどで取り上げられた。